# Arp
 For alternative betydninger, se Arp (flertydig). (Se også artikler, som begynder med Arp)
Arp er en grålig eller gullig, skællet masse, som ofte opstår på hovedhuden, omkring øjnene, øjenlågene, ørerne eller halsen hos småbørn. Arp kan dog også forekomme andre steder på kroppen Det menes at arp opstår på grund af overproduktion fra talgkirtlerne.
Man bør ikke behandle arp med f.eks. olivenolie, idet der ofte optræder en svamp (Malassezia) i forbindelse med arp, og denne svamp kan nedbryde olien, hvilket vil forværre problemet.

## Behandling
Ved meget svære tilfælde af arp behandles typisk med hormon creme i kombination med en skælshampoo. Apoteket har et klinisk dokumenteret håndkøbs produkt (Dermicin) til behandling af arp. Produktet indeholder en serum spray, en kirurgisk engangsbørste samt en tættekam.